# Joaquín Dieguez Diaz
Joaquín Dieguez Diaz (Jaén, 1860; Madrid, 1931) fou un pintor i dibuixant andalús. A Catalunya és conegut per haver il·lustrat diversos números del Butlletí de la Biblioteca Museu Balaguer.